# Labidocera wollastoni
Labidocera wollastoni is een eenoogkreeftjessoort uit de familie van de Pontellidae. De wetenschappelijke naam van de soort is voor het eerst geldig gepubliceerd in 1857 door Lubbock.